# Hannah Montana: Hits Remixed
Hits Remixed es el segundo álbum de remezclas de la cantante de música pop estadounidense Miley Cyrus, en el papel de su alter ego de ficción Hannah Montana. Fue el quinto álbum de Hannah Montana, lanzado el 19 de agosto de 2008, exclusivamente en las tiendas Wal-Mart. El álbum cuenta con dos sencillos de las bandas sonoras anteriores de la serie, Hannah Montana y Hannah Montana 2. Varios escritores y productores trabajaron en las canciones, sobre todo Matthew Gerrard y Robbie Nevil. El álbum alcanzó el #103 en el Billboard 200 y el #4 en el Top Kid Audio.

## Antecedentes
Las canciones no fueron muy mezcladas y contienen influencias de pop rock y pop adolescente.
«Hits Remixed» fue vendido exclusivamente desde el 19 de agosto de 2008 por la empresa estadounidense Wal-Mart. Lo que más tarde cambió ya que el álbum fue lanzado internacionalmente, más de un año después.

## Rendimiento comercial
Para la semana que finalizó el 6 de septiembre de 2008, «Hits Remixed» debutó y alcanzó el número ciento tres en los Estados Unidos, en la revista Billboard 200. En su segunda semana, el álbum remix salió de la tabla.

## Lista de canciones
| Hannah Montana: Hits Remixed |                                   |                                            |          |  |
| N.º                          | Título                            | Escritor(es)                               | Duración |  |
| 1.                           | «Pumpin' Up the Party» (Remix)    | Jamie Houston                              | 3:14     |  |
| 2.                           | «The Other Side of Me» (Remix)    | Matthew Gerrard, Robbie Nevil              | 2:57     |  |
| 3.                           | «Rock Star» (Remix)               | Aris Archontis, Jeannie Lurie, Chen Neeman | 3:06     |  |
| 4.                           | «We Got the Party» (Remix)        | Kara DioGuardi, Greg Wells                 | 3:53     |  |
| 5.                           | «Who Said» (Remix)                | Gerrard, Nevil, Jay Landers                | 3:01     |  |
| 6.                           | «Nobody's Perfect» (Remix)        | Gerrard, Nevil                             | 3:13     |  |
| 7.                           | «The Best of Both Worlds» (Remix) | Gerrard, Nevil                             | 2:50     |  |
| 8.                           | «If We Were a Movie» (Remix)      | Lurie, Holly Mathis                        | 3:08     |  |
| 25:22                        |                                   |                                            |          |  |

## Posicionamiento
| Listas (2008)      | Posición |
| ------------------ | -------- |
| U.S. Billboard 200 | 103      |
| U.S. Top Kid Audio | 4        |

## Lanzamiento
| País           | Fecha                    | Discográfica        | Formato              |
| -------------- | ------------------------ | ------------------- | -------------------- |
| Estados Unidos | 19 de agosto de 2008     | Walt Disney Records | CD, Descarga digital |
| Australia      | 11 de septiembre de 2009 | Walt Disney Records | CD, Descarga digital |
| Austria        | 11 de septiembre de 2009 | Walt Disney Records | CD, Descarga digital |
| México         | 11 de septiembre de 2009 | Walt Disney Records | CD, Descarga digital |
| Suiza          | 11 de septiembre de 2009 | Walt Disney Records | CD, Descarga digital |